# Tudor Sireteanu
Tudor Sireteanu (Bukarest, 1943. július 11. –) román matematikus, a Román Akadémia levelező tagja, a Román Akadémia Szilárd Testek Mechanikája Intézetének (Institutul de Mecanica Solidelor al Academiei Române) igazgatója.

## Életpályája
Tudor Sireteanu 1943. július 11-én született Bukarestben.
Középiskolai tanulmányait 1961-ben a bukaresti 5. sz. “Mihail Sadoveanu” Líceumban végezte. Egyetemi tanulmányait a Bukaresti Egyetem Matematika tanszékén folytatta, 1966-ban szerezve meg diplomáját. 1971-ben a Fulbright-programban nyert ösztöndíjat, ezáltal a Kaliforniai Műszaki Egyetemen a nemlineáris véletlen rezgések és szeizmikus mérések területén végzett kutatásokat. Matematikai doktori címét 1981-ben a Bukaresti Egyetemen szerezte meg.
1990 óta Román Akadémia Szilárd Testek Mechanikája Intézetének (Institutul de Mecanica Solidelor al Academiei Române) igazgatója.
Pedagógiai munkássága részeként 1989–1992 között a Bukaresti Egyetem tanított, továbbá a Bukaresti Műszaki Egyetem docense.
2012 óta levelező tagja a Román Akadémiának és Akusztikai Bizottságának elnöke. Tiszteletbeli tagja a Román Műszaki Tudományok Akadémiájának (Academia de Științe Tehnice din România).

## Díjak, kitüntetések
- A Román Akadémia Aurel Vlaicu-díját 2000-ben kapja meg több, a dinamikus rendszerek ellenőrzése témájú munkájáért.
- Az MBC University Press díját 1998-ban az Aircraft Engineering & Aerospace Technology folyóiratban megjelent From robust control to antiwindup compensation of electrohydraulic servo actuators meg tanulmány társszerzőjeként.
- A Genfi Nemzetközi Találmányi Kiállítás aranyérme 2009-ben és 2010-ben a robotok valósidejű irányítására vonatkozó találmányaiért.

## Válogatott publikációk
- The semmes-weinstein monofilament examination and purdue pegboards test as a screening tool for peripheral neuropathy caused by vibrations, Proceedings of the Romanian Academy – Series A: Mathematics, Physics, Technical Sciences, Information Science, 2016
- Statistical Linearization of Hysteretic Systems Described by the Ramberg-Osgood Model, Journal of Engineering Mechanics, 2016
- On the stick-slip phenomena in traction railway vehicles, Proceedings of the Romanian Academy – Series A: Mathematics, Physics, Technical Sciences, Information Science, 2015
- A statistical linearization method of hysteretic systems based on rayleigh distribution, Proceedings of the Romanian Academy – Series A: Mathematics, Physics, Technical Sciences, Information Science, 2013
- On the response of small buildings to vibrations, Nonlinear Dynamics, 2013
- A new Gaussian equivalent linearization approach to strongly nonlinear systems, 1999
- A possible explanation of the building breakage between 2nd and 3rd floor when subjected to strong earthquakes
- Vibrațiile aleatoare ale automobilelor, Bukarest, Technikai Kiadó, 1981